# Barranc de Francisquet
El Barranc de Francisquet, és un barranc que fa de termenal entre els antics municipis de Fígols de Tremp i Mur, i els actuals, respectivament, de Tremp i Castell de Mur, al Pallars Jussà. A més, el punt on aiguavessa en el barranc Gros constitueix el triterme entre aquests dos municipis i el de Sant Esteve de la Sarga, tots del Pallars Jussà.
Està situat a l'extrem nord-occidental del municipi de Castell de Mur i al sector sud-occidental del de Tremp. Es forma a l'Arbull Priu, en terme de Tremp, des d'on davalla cap al sud-oest i en poc més de 800 metres de recorregut s'aboca en el barranc Gros al nord-oest de la Casa Auberola.